# Jagdgeschwader 2
Jagdgeschwader 2 „Richthofen“ (~ Stíhací eskadra 2, zkr. JG 2) byla stíhací eskadra německé Luftwaffe za druhé světové války.

## Organizace
- Stab (štáb)
- I. Gruppe (skupina)
- II. Gruppe
- III. Gruppe
- IV. Gruppe

## Velitelé eskadry
Velitelé (Geschwaderkommodore)
- Oberst (plukovník) Gerd von Massow: od 1. 5. 1939
- Oberstleutnant (podplukovník) Harry von Bülow-Bothkamp: od dubna 1940
- Major Wolfgang Schnellman: od 3. 9. 1940
- Major Helmut Wick: od 20. 10. 1940
- Hauptmann (kapitán) Karl-Heinz Greisert: od 29. 11. 1940
- Major Wilhelm Balthasar: od 16. 2. 1941
- Oberstleutnant Walter Oesau: od července 1941
- Major Egon Mayer: od 1. 7. 1943
- Major Kurt Ubben: od 2. 3. 1944
- Oberstleutnant Kurt Bühlingen: od 28. 4. 1944